# Métropole d'Arkalochorion, Kastéllion et Viànnos
La Métropole d'Arkalochorion, Kastéllion et Viànnos ('en grec : Ιερά Μητρόπολη Αρκαλοχωρίου, Καστελλίου και Βιάννου
) est un évêché de l'Église de Crète, une église semi-autonome dans la dépendance du Patriarcat œcuménique de Constantinople. Elle étend son autorité sur un territoire situé au sud-est de ce qui était le nome d'Héraklion et qui est bordé au sud par la mer de Libye. La métropole a été fondée en septembre 2001.

## La cathédrale
- C'est l'église Saint-André d'Arkalochóri.

## Les métropolites
- André (né Stavros Nanákis à Héraklion en 1957), études à Thessalonique.

## Histoire
La fondation de la métropole en 2001 étend à l'agglomération d'Héraklion les fondations qui se sont succédé depuis 1967 dans les agglomérations d'Athènes et de Thessalonique pour décongestionner les métropoles des grandes villes.